# منتخب النمسا تحت 21 سنة لكرة القدم
منتخب النمسا تحت 21 سنة لكرة القدم هو الممثل الرسمي للنمسا في بطولات كرة القدم تحت 21 سنة. يشارك الفريق في بطولة أوروبا تحت 21 لكرة القدم التي تقام كل عامين.

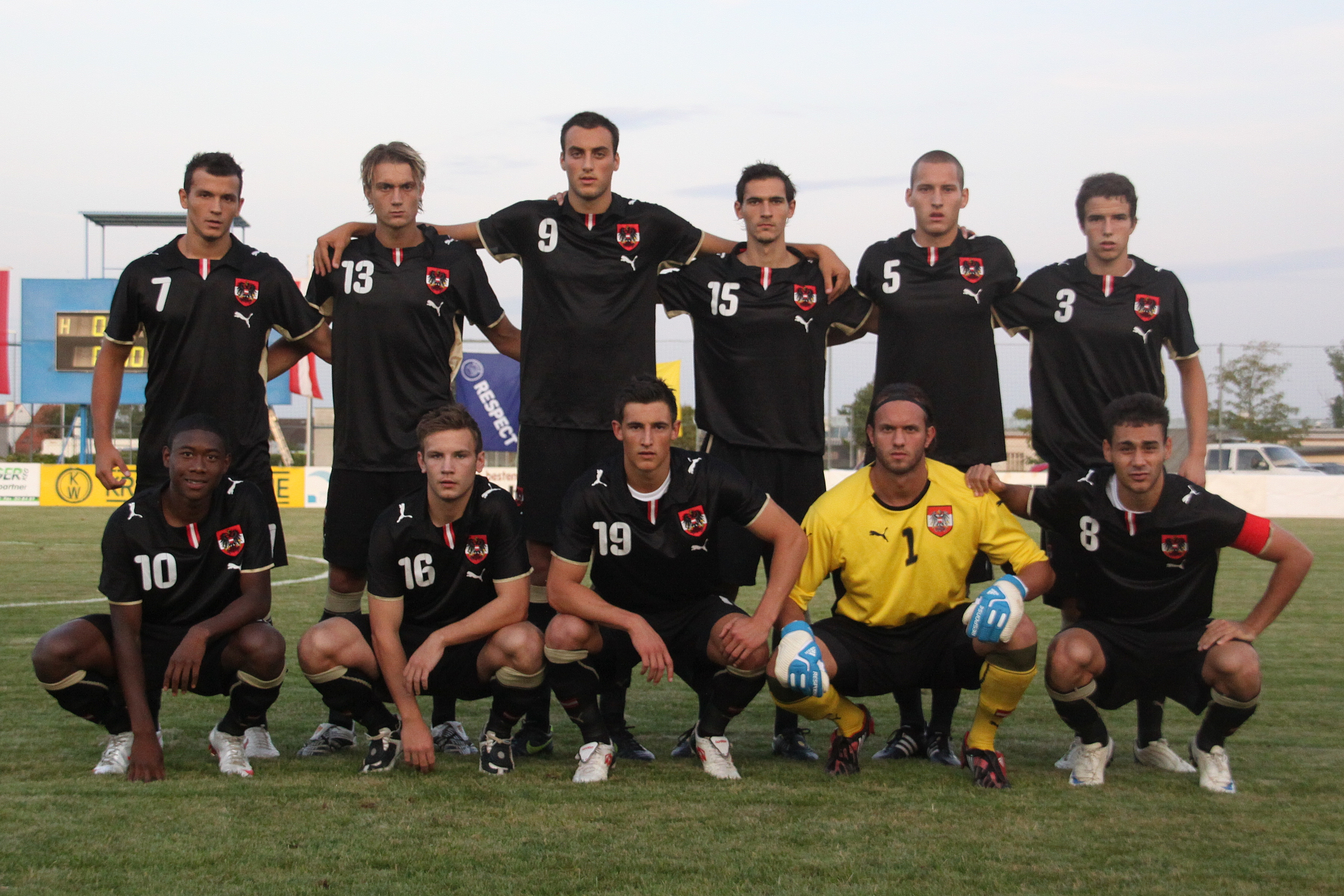
لاعبو منتخب النمسا تحت سن 21 سنة.

## وصلات خارجية
- UEFA Under-21 website